# جینتانگ
جینتانگ (به لاتین: Jintang County) یک شهرستان در جمهوری خلق چین است که در چنگدو واقع شده‌است.

## خصوصیات
جینتانگ ۱٬۱۵۶ کیلومترمربع مساحت و ۷۱۷٬۲۲۵ نفر جمعیت دارد.